# نفيلة
النفيلة أو السليسة (باللاتينية: Lappula) جنس نباتي يتبع الفصيلة الحِمحِمية ويضم عدة الأنواع من النباتات.

## من أنواعهاالواطنةفيالوطن العربي
- النفيلة السينائية (باللاتينية: Lappula sinaica) في مصر وبلاد الشام وتركيا وأرمينيا
- النفيلة شائكة الثمار (باللاتينية: Lappula spinocarpos) في الجزيرة العربية وبلاد الشام ومصر والمغرب العربي وتركيا والقوقاز
- النفيلة اللاطئة (باللاتينية: Lappula subsessilis) في بلاد الشام والمغرب العربي والجزيرة العربية وتركيا والقوقاز وبعض مناطق أوروبا
- النفيلة لاطئة الأزهار (باللاتينية: Lappula sessiliflora) في بلاد الشام وتركيا وأرمينيا
- النفيلة الملتحية (باللاتينية: Lappula barbata) في بلاد الشام والمغرب العربي وتركيا والقوقاز وبعض مناطق أوروبا
- النفيلة المنفتحة (باللاتينية: Lappula patula) في المغرب العربي وتركيا والقوقاز وبعض مناطق أوروبا